# War (Nederland)
War (Fries: It War) is een voormalige buurtschap bij de stad Franeker in de gemeente Waadhoeke, in de Nederlandse provincie Friesland.
De huidige gelijknamige weg herinnert nog aan de buurtschap. Hier staat een boerderij met de naam ''Groot War'' genoemd. Aan de weg heeft anno 2024 een vier adressen.

## Geschiedenis
De plaats werd mogelijk vermeld als Werum in 1433, of Weer en Worne in 1482. De naam War werd gebruikt vanaf 1718. De plaatsnaam zou kunnen verwijzen naar de terp (wier). Het wordt echter waarschijnlijker geacht dat de plaatsnaam is ontleed aan een laaggelegen grasland (Oudfries; 'were').
Van 1851 tot 1984 lag de plaats in de gemeente Franeker, en tot 2018 in de gemeente Franekeradeel. Door de uitbreidingen van Franeker eind 20ste en begin 21ste eeuw is de buurtschap zo goed als tegen de bebouwde kom komen te liggen. Tot 2000 werd de plaats aangegeven op de Kadasterkaart.
Steden, dorpen en gehuchten: Achlum · Baijum · Beetgum · Beetgumermolen · Berlikum · Blessum · Boer · Boksum · Deinum · Dongjum · Dronrijp · Engelum · Firdgum · Franeker · Herbaijum · Hitzum · Klooster-Lidlum · Marssum · Menaldum · Minnertsga · Nij Altoenae · Oosterbierum · Oudebildtzijl · Peins · Pietersbierum · Ried · Ritsumazijl · Schalsum · Schingen · Sexbierum · Sint Annaparochie · Sint Jacobiparochie · Slappeterp · Spannum · Tzum · Tzummarum · Vrouwenparochie · Welsrijp · Westhoek · Wier · Winsum · Zweins

Buurtschappen: Arkens · Bonkwerd · Dijkshoek · Doijum · Fatum · Hatsum · Het Hooghout · Kie · Kiesterzijl · Kingmatille · Klooster Anjum · Koehool · Laakwerd · Lutjelollum · Miedum · Nieuwebildtzijl · Oosterend · Oosthoek · Rewerd (deels) · Roptazijl (deels) · Salverd · Schildum · Sopsum · Stad Niks · Tolsum · Tritzum · Tjeppenboer · Vrouwbuurtstermolen (deels) ·  Weakens · Westerend · Zwarte Haan

Voormalige buurtschappen:Barrum · De Kampen · De Poelen · De Vlaren · Dijksterhuizen · Franjumerburen · Holprijp · Koum · Langwerd · Teetlum · Memerd · War 

Friesland: Steden en dorpen      Nederland: Provincies · Gemeenten